# Čchŏrinwanghu
Čchŏrinwanghu (v korejském originále 철인왕후, Cheorinwanghu; anglicky Mr. Queen) je jihokorejský televizní seriál z roku 2020, v němž hrají Sin Hje-son a Kim Čong-hjon. Vysílán byl na stanici tvN od 12. prosince 2020 do 14. února 2021 každou sobotu a neděli ve 21.00, celkem měl 20 epizod.

## Obsazení
- Sin Hje-son jako Kim So-jong / Královna Čchŏrin
- Kim Čong-hjon jako I Won-pom / Král Čchŏlčong